# Сборная Нидерландов по футболу
Сбо́рная Нидерла́ндов по футбо́лу (нидерл. Nederlands voetbalelftal) — команда, представляющая Нидерланды на международных соревнованиях по футболу. Управляющая организация — Королевский футбольный союз Нидерландов.
Сборная Нидерландов всегда входит в число фаворитов чемпионатов мира и Европы, но при этом нидерландцы ни разу не становились чемпионами мира. На чемпионатах мира они трижды играли в финале в 1974, 1978, 2010 годах, но проигрывали, что позволяет считать их самыми большими неудачниками в истории финалов мировых первенств. На чемпионатах Европы нидерландцы единственный раз побеждали в 1988 году. В 1970-е сборную Нидерландов прозвали «Заводной апельсин» из-за оранжевого цвета формы и высокого уровня игры, который показывала команда в то время (это название — аллюзия с одноимённым романом Энтони Бёрджесса).
По состоянию на 3 апреля 2025 года сборная в рейтинге ФИФА занимает 6-е место, а в рейтинге УЕФА — 6-е.

## История

### Ранние годы

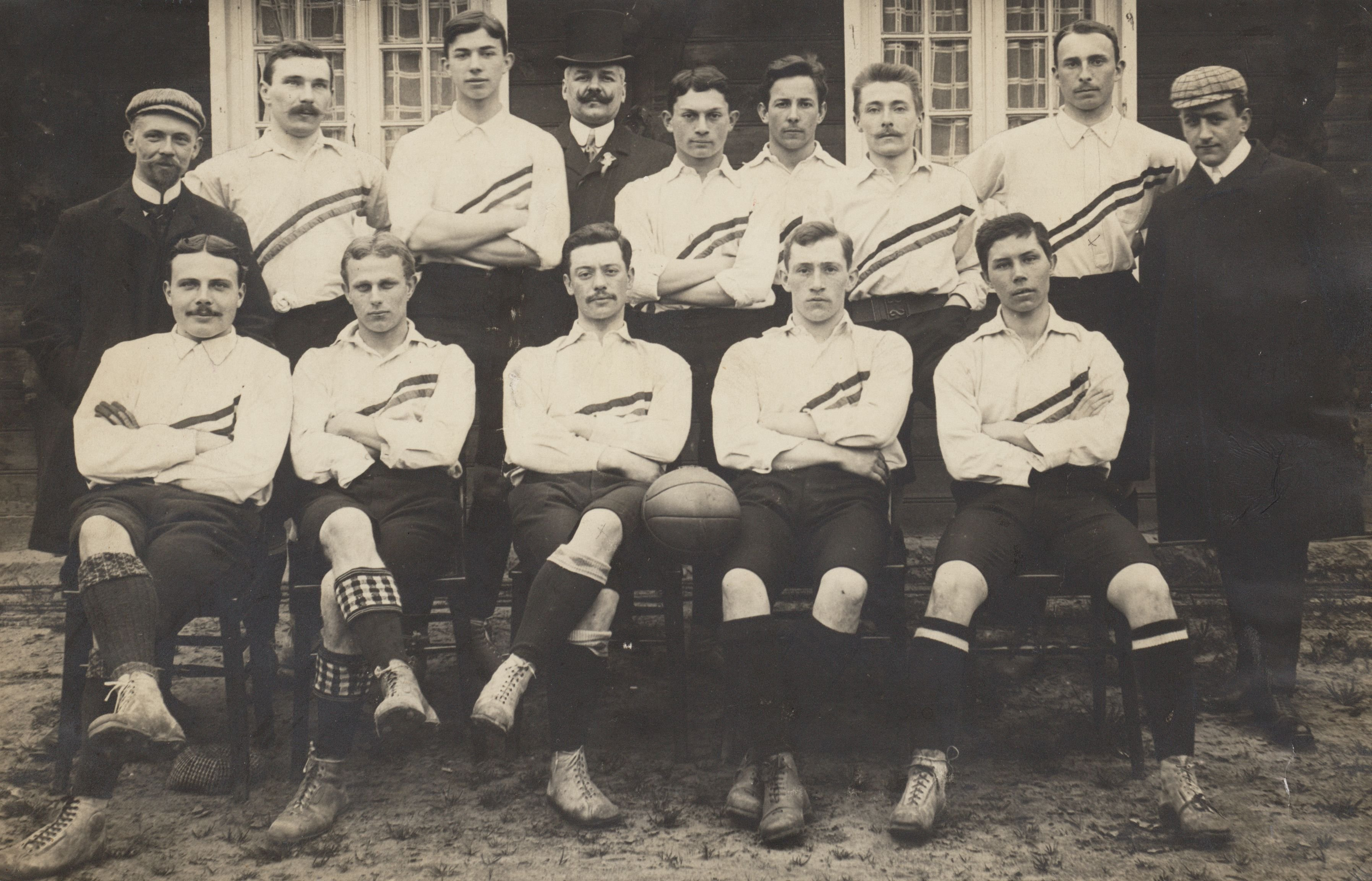
Сборная Нидерландов образца 1905 года

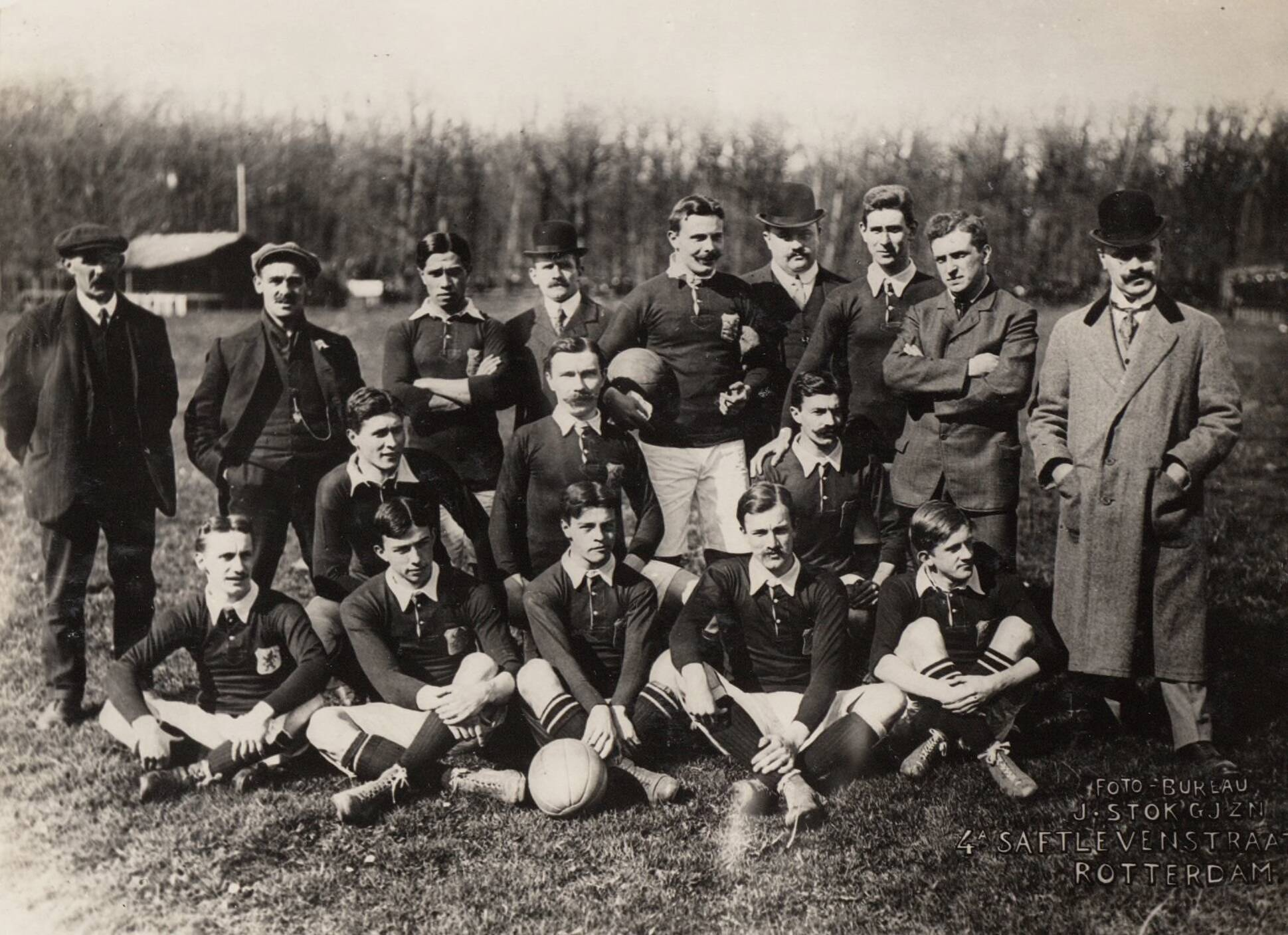
Товарищеский матч 1910 года, Нидерланды-Бельгия 7:0

Прообраз Королевской футбольной ассоциации Нидерландов (KNVB) появился уже в 1879 году. Тем не менее, свою первую международную игру нидерландцы провели 30 апреля 1905 года. В дебютном матче «оранжевые» на выезде добились убедительной победы (4:1) над бельгийцами, причём все четыре гола команды на свой счёт записал Эдди де Неве.
Бронзовые медалисты Олимпийских игр 1908 и 1912 годов, нидерландцы не приняли участия в первом в истории чемпионате мира в 1930 году. В 1934 и 1938 годах сборная Нидерландов уже боролась за право называться сильнейшей, но в первом случае «оранжевые» в первом раунде уступили швейцарцам, а затем не сумели сломить сопротивление Чехословакии. В период Второй мировой войны страна пострадала достаточно сильно, и многие футболисты подписали контракты с иностранными клубами. За это они в соответствии с постановлением ФАКН были исключены из рядов сборной. Споры насчёт профессионализма наконец-то были разрешены в 1954 году. На рубеже 1960-х и 1970-х нидерландцам удалось построить одну из величайших команд в истории мирового футбола. В оранжевой форме на поле выходили такие легендарные игроки, как Йохан Кройф, Йохан Нескенс и Руд Крол.

### 1930-е годы
Первый чемпионат мира прошёл в Уругвае в 1930 году. Нидерланды, как и многие другие европейские государства, отказались от участия в турнире из-за высоких затрат, связанных с поездкой через Атлантический океан, и тяжёлого экономического кризиса, который ударил по стране в прошлом году.
Чемпионат мира 1934 года принимала Италия. Сборная Нидерландов, на этом турнире дебютировала 27 мая 1934 года против сборной Швейцарии и потерпела поражение в первом раунде, со счётом 2:3. Первые два гола на мировых первенствах забили Кик Смит и Лен Венте.
В 1938 году, на чемпионате мира во Франции, сборная Нидерландов снова не смогла преодолеть первый раунд, на этот раз нидерландцы проиграли сборной Чехословакии. Основное время матча, не выявило победителя (0:0), а в добавленном соперники послали 3 безответных мяча в ворота «оранжевых».

### 1970-е годы
1974. В отборочном цикле оранжевые опередили своих соседей сборную Бельгии, а также сборные Норвегии и Исландии, выиграв группу с общей разницей забитых и пропущенных мячей 24-2. Главный тренер Ринус Михелс разработал беспрецедентную тактическую схему, в основу которой положил идею тотальной мобильности и универсализма игроков. Эта игровая модель, которую так и назвали — «тотальный футбол», — предусматривала ограниченную взаимозаменяемость по ходу матча игроков различных амплуа и даже целых линий, скоростное перемещение футболистов по полю и акцент на атакующих действиях. От структурированного хаоса, сознательно создаваемого нидерландцами, у соперников буквально начинала кружиться голова, и они попросту оказывались укачаны калейдоскопическими ритмами, которые им навязывали подопечные Михелса. Такую феерическую команду можно было создать только при наличии соответствующих исполнителей, которые имелись у нидерландцев на тот момент. Мотором и мозговым центром этого заводного апельсина был неповторимый Йохан Кройф — игрок легенда, игрок оркестр, один из самых утончённых виртуозов мирового футбола. Он обладал феноменальным видением игры, великолепной техникой и подлинной харизмой. В коллективе, объединённом вокруг этого гения, подобралась группа талантливых и обученных футболистов, таких как Роб Ренсенбринк, Йохан Нескенс, Руд Крол и другие. Равных им на западно-германских полях не было. Тем не менее, сборная Нидерландов, вне всякого сомнения, лучшая команда ЧМ-74, в итоге не стала чемпионом. Она уверенно вышла финал, попутно обыграв Уругвай 2:0, Болгарию 4:1, Аргентину 4:0, ГДР 2:0, Бразилию 2:0. Только шведам удалось отстоять ничью во втором матче групповой стадии. Однако решающая игра на турнире против сборной ФРГ обернулась трагедией для нидерландцев. Уже на второй минуте матча, Йохан Нескенс вывел сборную Нидерландов вперёд. Ещё в первом тайме Пауль Брайтнер и Герд Мюллер вывели сборную ФРГ вперёд, забив по мячу. Весь второй тайм, (при счёте 2:1 пользу сборной ФРГ) нидерландцы атаковали соперника, но счёт так и не изменился.
ЧЕ 1976. В отборочном турнире ЧЕ-76, сборная Нидерландов попала в сложную группу. Им предстояло помериться силами с бронзовыми призёрами ЧМ 1974 поляками, традиционно сильными итальянцами. А также компанию им составила сборная Финляндии, которая не относится к элите мирового футбола. Вся борьба развернулась между тремя командами. Финны запомнились тем что смогли отобрать очки только у Италии, сыграв вничью 0:0. А Нидерланды в группе заняли первое место, лишь по разнице забитых и пропущенных мячей, опередив поляков. В играх плей-офф, оранжевые уверенно разобрались со своими соседями бельгийцами. Первый матч в Роттердаме 5:0, ответный в гостях 2:1. Но уже в финальном раунде, который проходил в Югославии, оранжевые неожиданно проиграли Чехословакии со счётом 1:3. В утешительном финале обыграв Югославию 3:2, заняли третье место.
ЧМ 1978. Уже под руководством австрийца Эрнста Хаппеля (в команде уже не было Йохана Кройфа), оранжевые приехали на турнир в качестве главного фаворита. Начался турнир для Нидерландов не лучшим образом. Сыграв вничью со сборной Перу, во втором туре сборная разгромила Иран 3:0. В последнем туре оранжевые неожиданно проиграли шотландцам 2:3. Лишь благодаря лучшей разнице забитых и пропущенных мячей, им удалось опередить Шотландию и занять второе место в группе, что позволило им выйти во второй раунд. Нидерландцы напомнили о себе в первом туре второго раунда, где не оставили никаких шансов Австрии 5:1. Во втором туре предстояла игра с ФРГ. Уже к середине второго тайма немцы вели в счёте 2:1, как и четыре года назад, оранжевые обрушили целый шквал атак. Лишь за шесть минут до конца финального свистка Рене ван дер Керкхоф сравнял счёт. За выход в финал пришлось бороться со сборной Италии. Уже на 19-й минуте защитник сборной Нидерландов Эрни Брандст срезал мяч в собственные ворота. Он же, в самом в начале второго тайма исправил свою оплошность, сравняв счёт. За десять минут до конца встречи полузащитник оранжевых Ари Хан, сумасшедшим ударом из дальней дистанции забивает гол, установив тем самым окончательный счёт 2:1 и выведя свою команду в финал, где их ждали хозяева турнира сборная Аргентины. Уже в первом тайме, аргентинец Кемпес открыл счёт, лишь на 81-й минуте Дирк Нанинга сравнял счёт. А буквально на последних минутах оранжевые упускают великолепный шанс. Роб Ренсенбринк попал в штангу. В дополнительное время аргентинцы забивают два мяча и оранжевым опять досталось второе место. Поражение в решающем матче от аргентинцев со счётом 1:3 во многом предопределило невыразительное выступление на чемпионате Европы 1980 (после него следующего финала оранжевым пришлось ждать ещё 8 лет).

### Евро-1988

Установки тренеров перед финалом 1988 года против СССР

В тот день вся «Страна тюльпанов» вырядилась в оранжевое. 25 июня 1988 года на 70-тысячном «Олимпиаштадион» в Мюнхене собралось свыше 50 тысяч болельщиков сборной Нидерландов — они поддерживали своих любимцев в финальном матче чемпионата Европы против сборной СССР. Находясь в состоянии эйфории после победы 2:1 в Гамбурге над немцами, четыре дня спустя в Мюнхене болельщики нидерландцев поразили Европу плакатами с надписью: «На восьмой день Бог создал Марко». В финале «оранжевым» противостояла сборная СССР, обыгравшая Нидерланды со счётом 1:0 в матче группового этапа. К удивлению многих, подопечные Ринуса Михелса начали решающую встречу не слишком удачно. Тем не менее первым отличился капитан сборной Нидерландов Рууд Гуллит, немного успокоив товарищей по команде. На 30-й минуте Эрвин Куман подал угловой, Марко ван Бастен коснулся мяча, и тот отлетел к набежавшему Гуллиту, который мощнейшим ударом головой пробил Рината Дасаева — 1:0. Затем во втором тайме исход матча был блистательно решён «оранжевыми». 37-летний Арнольд Мюрен левой ногой отдал передачу на 50 метров ван Бастену, а легендарный нападающий с фактически нулевого угла поразил дальнюю «девятку» ударом с лёту, удвоив преимущество сборной Нидерландов. Этот гол по-прежнему считается одним из самых красивых, когда-либо забитых на таком уровне. В конце второго тайма произошёл ключевой эпизод игры. Голкипер Ханс ван Брёкелен организовал необязательный пенальти в свои ворота, предоставив Игорю Беланову отличный шанс переломить игру. Однако вратарь моментально исправился, отразив удар форварда киевского «Динамо» с «точки» и вдохновив партнёров. Тот поединок так и завершился со счётом 2:0. Нидерландцы наконец прервали 14-летнюю полосу неудач, в ходе которой они дважды уступали в финалах чемпионата мира. Из-за раздиравших команду изнутри конфликтов серьёзных успехов на мировых первенствах 1990 и 1994 годов и чемпионате Европы 1992 нидерландцам достичь так и не удалось, что породило разговоры о не полностью раскрытом потенциале, без сомнения, мощной дружины.

### На рубеже веков
Четвертьфиналисты Евро-96 к чемпионату мира 1998 года (Франция) нидерландцы снова создали боеспособный коллектив. Однако ни Патрик Клюйверт, ни Эдгар Давидс, ни Деннис Бергкамп вывести сборную в финал так и не смогли — в полуфинале турнира «оранжевые» уступили бразильцам в серии пенальти.
После четвертьфинального и полуфинального исходов в предыдущие годы хозяева Евро-2000 были вправе рассчитывать на успех. Однако на сей раз путь Нидерландам в финал преградила сборная Италии, взявшая верх над «оранжевыми» в серии послематчевых пенальти (этот матч запомнился рекордным количеством нереализованных пенальти — 2 в основное время, 4 в послематчевой серии).

### Чемпионат мира 2002
Неудача постигла команду Нидерландов в квалификации к чемпионату мира 2002 года — «оранжевые» вообще не попали в Корею/Японию, пропустив вперёд Португалию и Ирландию (последняя и вышла в финал первенства, одолев в стыковых матчах сборную Ирана). Виной такому выступлению стали потерянные очки в матчах с Португалией и Ирландией — Нидерланды сыграла вничью с каждой из команд с одинаковым счётом 2:2 и проиграла ответные матчи — 0:1 Ирландии и 0:2 Португалии. После провальной кампании главный тренер Луи ван Гал был отправлен в отставку.

### Евро-2004
Зато в квалификации на Евро-2004 нидерландцы сыграли лучше — стали вторыми, пропустив вперёд лишь Чехию. В стыковых матчах нидерландцы сначала сенсационно проиграли Шотландии 0:1, но в следующем матче взяли убедительный реванш 6:0. В финальной части нидерландцы снова встретились с Чехией. В группу к ним также попали серебряный призёр прошедшего чемпионата мира Германия и дебютант международных соревнований Латвия. Первый матч нидерландцы провели с Германией и сыграли вничью 1:1 — на гол Торстена Фрингса они ответили точным ударом Руда ван Нистелроя. В следующем матче с чехами они вели 2:0 после голов Вилфреда Баумы и ван Нистелроя, однако Ян Коллер, Милан Барош и Владимир Шмицер принесли Чехии сенсационную победу. Нидерланды больше не имели права терять очки и в решающем групповом матче разнесли в пух и прах Латвию — отличились Рой Макай и ван Нистелрой (последний сделал дубль и реализовал пенальти). В четвертьфинале «оранжевые» встретились со Швецией. Основное время закончилось нулевой ничьей, в дополнительное время также не было голов. Всё решила серия пенальти, где Эдвин ван дер Сар отразил удар Улофа Мельберга, а Арьен Роббен забил победный пенальти. В полуфинале нидерландцы уступили хозяевам чемпионата — португальцам — со счётом 1:2 и завоевали бронзовые медали наравне с Чехией.

### Чемпионат мира 2006

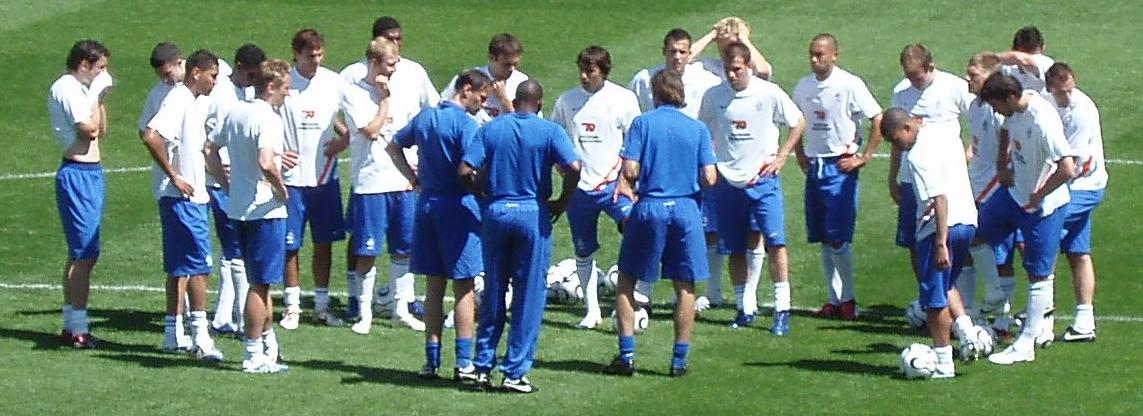
Нидерландцы на тренировке во Фрайбурге

Нидерланды выиграли отборочный турнир на ЧМ-2006, заняв первое место и оставив позади чехов, румын, финнов, македонцев, армян и андоррцев. Голландцы лишь 2 раза потеряли очки — дважды сыграли вничью с Македонией (0:0, 2:2). В финальном турнире они попали в группу с Аргентиной, Кот-д’Ивуаром и командой Сербии и Черногории (она проводила свой последний турнир в качестве единой команды. Со следующего сезона Сербия и Черногория играли как независимые сборные). Первый матч голландцы провели против сербов и выиграли со счётом 1:0 — гол на счету Роббена. Второй матч против Кот-д’Ивуара — новичка чемпионатов мира — голландцы также выиграли со счётом 2:1. Отличились Робин ван Перси и Руд ван Нистелрой, ответный мяч забил Бакари Коне. Последний матч завершился вничью с Аргентиной 0:0. Голландцы и аргентинцы набрали одинаковое количество очков, но за счёт лучшей разницы забитых и пропущенных мячей Аргентина стала первой, а Голландия — второй. В 1/8 финала голландцы сыграли с португальцами и уступили им 0:1 — отличился Манише. Этот матч стал известен всему миру, так как российский арбитр Валентин Иванов показал 16 жёлтых карточек, четыре из которых превратились в красные. После матча на судью обрушился шквал критики, но затем президент ФИФА Зепп Блаттер принёс свои извинения и признал действия судьи правомерными.

### Евро-2008
Отборочный турнир Евро-2008 голландцы провели относительно удачно, набрав 26 очков и став вторыми в своей группе G. Они пропустили вперёд лишь румын, набравших 29 очков, и обогнали Болгарию на одно очко. Они позволили себе уступить дважды, проиграв в гостевом поединке Румынии, а также в Минске белорусам со счётом 1:2, но это случилось в последнем матче тогда, когда Нидерланды уже квалифицировались на чемпионат.
Нидерланды попали в группу C, которую окрестили «группой смерти» — там были действовавший чемпион мира Италия, вице-чемпион мира Франция и вернувшаяся на крупные турниры Румыния. Перед турниром травму получил форвард Нидерландов Райан Бабел, и тренер команды Марко ван Бастен срочно вызвал Халида Булахруза. Голландцы одержали во всех матчах победы с суммарных счётом 9:1 (3:0 над Италией, 4:1 над Францией и 2:0 над Румынией). Однако в четвертьфинале голландцы неожиданно проиграли сборной России со счётом 1:3.

### Чемпионат мира 2010

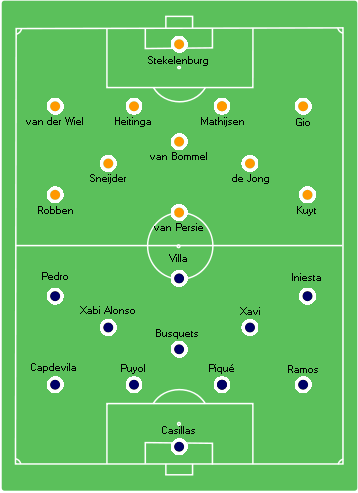
Установки тренеров перед финалом 2010 года против Испании

Сборная Нидерландов прекрасно провела отборочный турнир, выиграв все 8 матчей в своей группе. 6 июня 2009 года, победив в гостях Исландию (2:1), сборная Нидерландов стала первой европейской командой, обеспечившей себе участие в финальном турнире чемпионата мира 2010. На чемпионате мира в ЮАР сборная Нидерландов вышла из группы со стопроцентным результатом, набрав 9 очков. В 1/8 финала «оранжевые» встретились со сборной Словакии и победили со счётом 2:1. В четвертьфинале голландцы сыграли с одним из фаворитов турнира, сборной Бразилии и в драматичном матче вырвали у «пентакампеонов» победу со счётом 2:1. Полуфинальную пару сборной Нидерландов составила уругвайская команда, матч запомнился голом Джованни ван Бронкхорста. Результат матча — 3:2, победа «оранжевых». 11 июля 2010 года голландцам предстояло встретиться в финале чемпионата мира со сборной Испании, впервые за последние 32 года. К несчастью, голландцы не смогли завоевать Кубок мира: на 116-й минуте Андрес Иньеста поразил ворота голландцев, принеся чемпионский титул сборной Испании.

### Евро-2012
Сборная Нидерландов уверенно прошла квалификацию на Евро-2012, одержав 9 побед в 10 матчах с общей разницей забитых и пропущенных мячей 37:8 и заняла в группе первое место, даже несмотря на поражение в последнем матче от шведов (2:3). Как и в 2008 году, Голландия попала в «группу смерти» к сборным Дании, Германии и Португалии, но в этот раз её ждало оглушительное фиаско: сборная Нидерландов проиграла все три матча, даже аутсайдеру группы Дании, хотя ещё в третьем туре у голландцев были теоретические шансы выйти в плей-офф. Для сборной это выступление считается на данный момент худшим в финальных частях чемпионатов Европы.

### Чемпионат мира 2014
13 июня 2014 года в стартовом матче чемпионата мира сборная Нидерландов сенсационно разгромила действующих чемпионов мира и Европы сборную Испании со счётом 5:1. По два мяча забили лидеры атаки команды Робин Ван Перси и Арьен Роббен. Один гол забил защитник Стефан де Врей. В этом матче сборная Нидерландов играла по схеме 5-3-2. Во втором матче голландцы обыграли сборную Австралии со счётом 3:2, и гарантировали себе досрочный выход в плей-офф. В последнем туре группового турнира голландцы обыграли Чили, со счётом 2:0, при этом играя большую часть времени на контратаках. В матче одной восьмой финала голландцы играли против сильной команды Мексики, которая была близка к сенсации. До 88-й минуты сборная Нидерландов проигрывала со счётом 0:1, и лишь сильная воля принесла им победу за 6 минут. Сначала Уэсли Снейдер красивым ударом (после скидки от Хюнтелара) забил гол, а потом капитан мексиканцев Рафаэль Маркес сбил в своей штрафной Роббена, и Клас-Ян Хюнтелар реализовал пенальти. Прекрасно сыграл вратарь мексиканцев Гильермо Очоа, который спасал свою сборную на протяжении почти всего матча. В четвертьфинале, сборной Нидерландов противостояла сборная Коста-Рики. Голландцы владели преимуществом, но ни в основное, ни в дополнительное время так и не сумели забить, несмотря на ряд попаданий в каркас ворот. Пришлось бить пенальти, и голландцы были сильнее: реализовав все свои четыре попытки, футболисты Коста-Рики Руис и Уманья не смогли пробить Крула. Голландцы вышли в полуфинал, где им противостояла сборная Аргентины. В основное и дополнительное время голов забито не было, а в серии пенальти сильнее оказались аргентинцы.
12 июля 2014 года на стадионе «Национальный стадион имени Манэ Гарринчи» в городе Бразилиа состоялся матч за третье место между сборными Бразилии и Нидерландов за право получения бронзовой награды главного международного соревнования по футболу. К матчу обе команды подошли с травмированными игроками. Сборная Нидерландов лишилась сразу троих игроков: Найджела де Йонга (получил растяжение мышц паха в матче против Мексики), Уэсли Снейдера (травмировался во время тренировки) и Лероя Фера (травма подколенного сухожилия в матче с Мексикой). На матче присутствовали более 68 тысяч человек; встречу обслуживал алжирец Джамель Хаймуди. Матч между соперниками закончился поражением Бразилии со счётом 0:3, причём Нидерланды уже к перерыву вели 0:2, забив в первом тайме на третей и семнадцатой минуте. Во второй половине встречи нидерландцы довели счёт до 0:3. В конце матча голландский тренер выпустил на замену резервного вратаря. Таким образом сборная Нидерландов вошла в историю футбола, как команда, что задействовала все двадцать три футболиста на Чемпионате мира по футболу.
Лучшим игроком матча был признан Арьен Роббен. После игры он дал интервью, где заявил следующее: «Это был отличный конец — вы можете избавиться от шока, не дойдя до финала, но не полностью. Разочарование остаётся, мы были так близки. Мы заслужили большего. Я устал, я отдал все силы. Мы подошли так близко. Вот почему третье место для нас заслужено. Я так горжусь этой командой».
На послематчевой пресс-конференции Луи ван Гал сказал: «Эта игра для нас настала очень быстрой. У нас было всего три дня, чтобы восстановить команду после огромного разочарования оттого, что мы прекратили борьбу за титул, который стремились выиграть. Нам попытаться увидеть свет в конце туннеля, и сегодня мы это сделали. Несмотря на сопротивление Бразилии, мы выиграли игру, и это было чудесно. Мы забили 15 голов за эту кампанию, и я считаю, что это несправедливо, что мы так закончили. Тем не менее, у нас был фантастический турнир. Я горжусь своей командой и моим персоналом. Я хотел бы поблагодарить бразильцев, их власти и ФИФА за действительно организованный турнир. У нас всегда была возможность делать то, что мы хотели». Этот матч стал последним для ван Гала на посту тренера сборной Нидерландов. Голландец возглавил английский клуб — «Манчестр Юнайтед».

### Евро-2016
Впервые за четырнадцать лет Нидерландам пришлось пропустить крупное футбольное соревнование, коим оказался чемпионат Европы во Франции. Голландия показывала невнятную игру на протяжении всего отборочного турнира, проиграв матчи Исландии и Чехии, а также потерпев одно поражение от Турции и сыграв с ней вничью. Голландцы, сохранявшие теоретические шансы на стыковые матчи в последнем туре, проиграли Чехии 2:3 (в матче в свои ворота срезал мяч Робин ван Перси, но и забил гол чехам) и выбыли из дальнейшей борьбы, оставшись на четвёртом месте в группе. Все три команды, опередившие «оранжевых», вышли на Евро напрямую (Турция как лучшая по очкам из команд, занявших третьи места).

### Чемпионат мира 2018
Первый цикл матчей отбора оранжевые проводили под руководством Данни Блинда. В первом туре Нидерланды, играя в гостях, спасли ничью со Швецией — 1:1: при счёте 0:1 на 67-й минуте забил Уэсли Снейдер. Далее голландцы дома крупно победили Беларусь — 4:1 (2 гола — Квинси Промес, по одному — Дэви Классен, Винсент Янссен) и минимально проиграли Франции — 0:1. Следующий за домашней серией выезд голландцы провели совсем невыразительно. Переиграв Люксембург со счётом 3:1 (Роббен и дубль Мемфиса Депая), голландцы не смогли добиться даже ничьей в Софии. Болгары за первые 20 минут матча благодаря стараниям Спаса Делева обеспечили комфортный перевес в 2 мяча, так и завершив с ним матч. Тренер после такого провала был уволен.
Перед ответным матчем с соседом по Бенилюксу в сборную вернулся Дик Адвокат. Люксембург был разгромлен со счётом 5:0 (Роббен и Снейдер отличились в первом тайме, Джорджиньо Вейналдум, Промес и Янссен во втором забили свои мячи). В этом матче новый национальный рекорд по проведённым встречам установил Уэсли Снейдер, обойдя Эдвина ван дер Сара. Затем последовало крупное поражение от Франции — 0:4 (последний раз такое поражение «оранжевые» терпели в 1961 году, в товарищеском матче с Бельгией). В следующих матчах с одинаковым счётом 3:1 Нидерланды обыграли Болгарию (дубль оформил Дэви Прёппер, также мяч на свой счёт записал Арьен) и Беларусь — голы забивали Прёппер, Роббен и в самой концовке Депай.
Перед заключительным матчем со Швецией в отборе сложилась такая ситуация: в борьбе за второе место шведы имели 19 очков, Нидерланды — 16 очков. По регламенту в случае равенства очков у сборных прежде всего считалась разница мячей, а не личные встречи, как это делается в турнирах под эгидой УЕФА. У Швеции разница мячей на тот момент была 26-7, +19, укрепившаяся за счёт свежего разгрома Люксембурга — 8:0. У голландцев разница была 19-12, +7. То есть им нужно было выигрывать с разницей в 7 мячей и крупнее.
Однако голландцы сумели победить лишь со счётом 2:0 и заняв третье место, остались без стыковых матчей. Роббен оформил дубль и закончил карьеру в сборной с хорошими показателями: в 96 встречах отличившись 37 раз, разделил четвёртую позицию в списке снайперов с Деннисом Бергкампом.

### Возрождение команды
В 2018 году сборную Голландии возглавил Рональд Куман. В сентябре в новоиспечённом турнире лига наций УЕФА голландцы играли в дивизионе A. Они считались аутсайдерами в группе с победителями последних двух чемпионатов мира Францией и Германией, однако «оранжевые» сенсационно сумели занять в ней первое место, после стартового поражения от французов 1:2 разгромив немцев 3:0 и победив «трёхцветных» 2:0, а также сыграв вничью с «бундестим» 2:2.
В 2019 году сборная Голландии в марте в отборочном турнире к чемпионату Европы 2020 стартовала с разгромной победы над сборной Беларуси 4:0, после чего уступила сборной Германии 2:3. В июне «заводной апельсин» как победитель своей группы в лиге наций принял участие в финале четырёх этого турнира. В полуфинале голландцами была повержена Англия 3:1, однако в финале «оранжевые» уступили хозяйке турнира Португалии 0:1 и стали серебряными призёрами турнира. В сентябре Голландия продолжила борьбу за попадание на Евро-2020. В гостях была обыграна Германия 4:2 и разгромлена Эстония 4:0. В октябре голландцы на своём поле переиграли сборную Северной Ирландии 3:1 и выиграли в гостях у Беларуси 2:1. В ноябре «оранжевые» сыграли на выезде в нулевую ничью с Северной Ирландией и впервые за 6 лет досрочно вернулись на крупный турнир. В ничего не решающем матче сборная Голландии дома разгромила сборную Эстонии 5:0 и заняла второе место в группе.
В сентябре 2020 года Куман возглавил Барселону, и новым главным тренером сборной Голландии стал Франк де Бур. Под его руководством «оранжевые» в лиге наций в элитном дивизионе заняли второе место в группе с Италией, Польшей и Боснией и Герцеговиной и не пробились в финальную часть турнира.
В 2021 году в марте Голландия в первом матче отбора к чемпионату мира 2022 года проиграла одному из прямых конкурентов сборной Турции 2:4, после чего выиграла у аутсайдеров группы Латвии 2:0 и Гибралтара 7:0. Из-за пандемии COVID-19 Евро-2020 был перенесён на июнь 2021 года. Матчи группового этапа континентального первенства голландцы провели дома, на Йохан Кройф Арене. «Оранжевые» выиграли у сборных Украины 3:2, Австрии 2:0 и Северной Македонии 3:0 и заняли первое место в группе. В 1/8 финала сборная Голландии сенсационно проиграла сборной Чехии 0:2 и выбыла из турнира. После этого Франк де Бур подал в отставку.
После Евро-2020 в третий раз в истории сборную Голландии возглавил Луи ван Гал. Под его руководством «оранжевые» уверенно заняли первое место в группе с Турцией, Норвегией, Черногорией, Латвией и Гибралтаром в квалификации к чемпионату мира 2022, после чего в Лиге наций 2022/23 выиграли группу с Бельгией, Польшей и Уэльсом и пробились в финал четырёх. В финальном турнире ЧМ-2022 Нидерланды стартовала с победы над Сенегалом 2:0, потом сыграла вничью с Эквадором 1:1, затем выиграла у хозяйки турнира Катара 2:0 и вышла в плей-офф с первого места в квартете. В 1/8 финала голландцы обыграли сборную США со счётом 3:1, а в четвертьфинале уступили будущему чемпиону сборной Аргентины (2:2 в основное и дополнительное время, 3:4 в серии пенальти). После этого ван Гал, ставший самым возрастным тренером турнира, ушёл в отставку, и команду во второй раз возглавил Рональд Куман. Под его руководством сборная, будучи хозяйкой финальной стадии Лиги наций УЕФА 2022/23, проиграла в полуфинале сборной Хорватии (2:4) и в матче за бронзу сборной Италии (2:3), и в результате осталась без медалей.

## Характеристика
Стиль сборной — очень быстрая, остроатакующая, игра преимущественно флангами. Проповедует «тотальный» футбол.

## Рекордсмены сборной

### Проведённые матчи

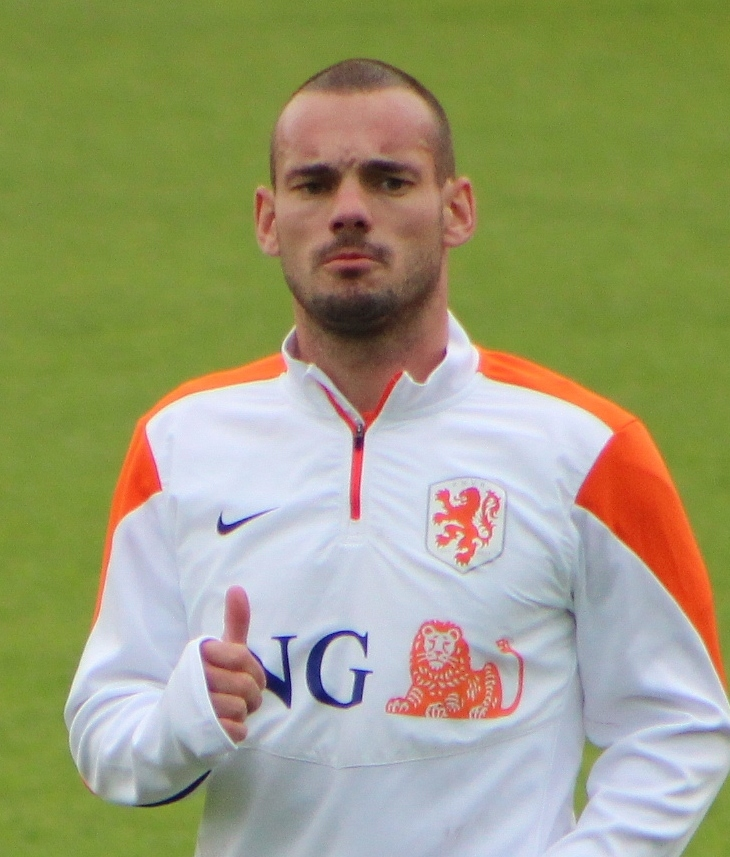
Уэсли Снейдер — рекордсмен по сыгранным матчам

|     | Футболист               | Годы       | Матчи | Голы | Минуты |
| --- | ----------------------- | ---------- | ----- | ---- | ------ |
| 1   | Уэсли Снейдер           | 2003—2018  | 134   | 31   | 9750   |
| 2   | Эдвин ван дер Сар       | 1995—2008  | 130   | -89  | 11 463 |
| 3   | Франк де Бур            | 1990—2004  | 112   | 13   | 9271   |
| 4   | Рафаэл ван дер Варт     | 2001—2013  | 109   | 25   | 6938   |
| 5   | Дейли Блинд             | 2013—2024  | 108   | 3    | 9032   |
| 6   | Джованни ван Бронкхорст | 1996—2010  | 106   | 6    | 8215   |
| 7   | Дирк Кёйт               | 2003—2014  | 104   | 24   | 6875   |
| 8—9 | Робин ван Перси         | 2005—2017  | 102   | 50   | 7317   |
| 8—9 | Мемфис Депай            | 2013—н. в. | 102   | 50   | 7688   |
| 10  | Филлип Коку             | 1996—2006  | 101   | 10   | 8001   |

### Забитые мячи

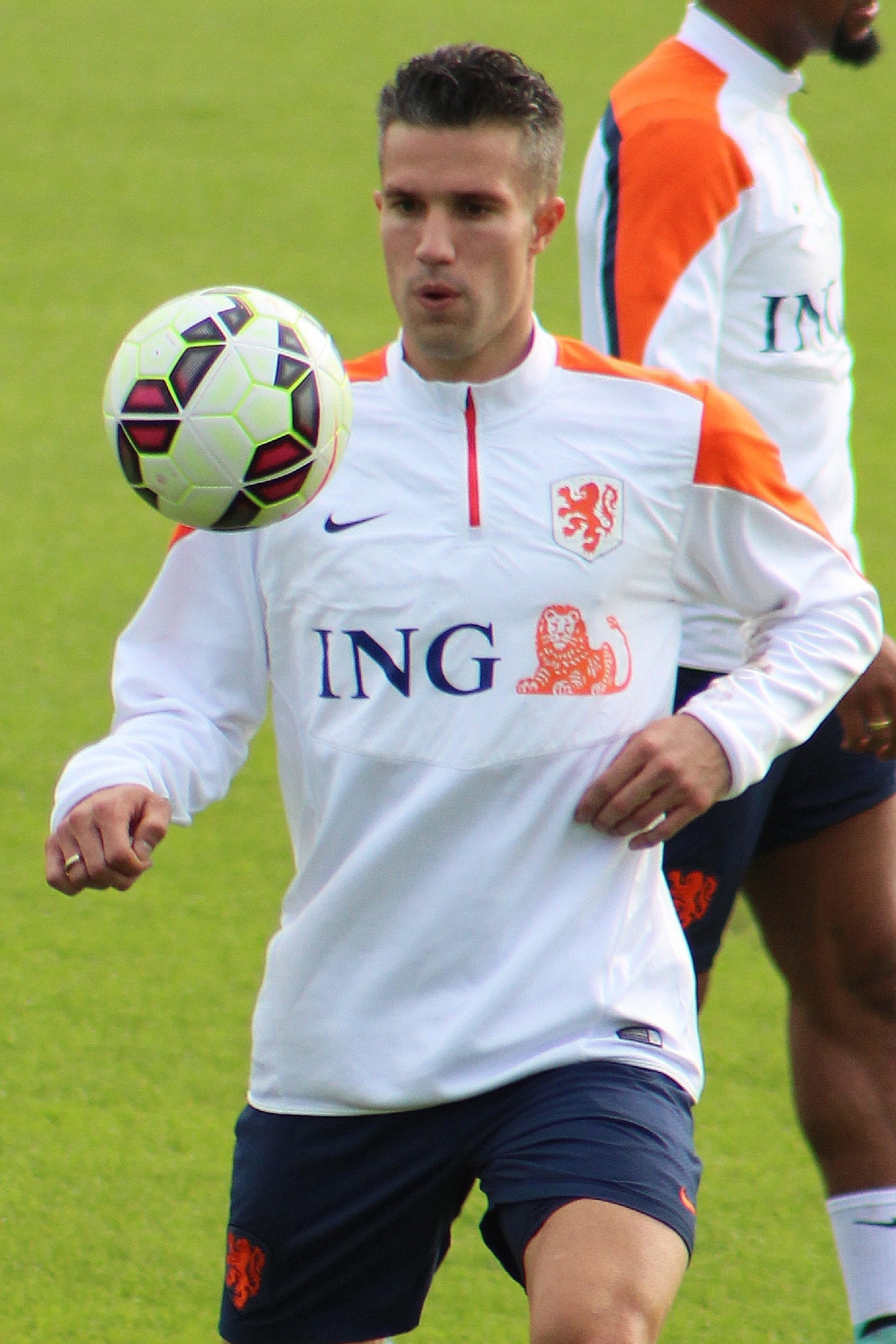
Робин ван Перси — рекордсмен по забитым мячам за сборную

|     | Футболист         | Годы       | Голы | Матчи | В ср. | Минуты | Минуты/гол |
| --- | ----------------- | ---------- | ---- | ----- | ----- | ------ | ---------- |
| 1—2 | Робин ван Перси   | 2005—2017  | 50   | 102   | 0,49  | 7317   | 146        |
| 1—2 | Мемфис Депай      | 2013—н. в. | 50   | 102   | 0,49  | 7688   | 154        |
| 3   | Клас-Ян Хюнтелар  | 2006—2015  | 42   | 76    | 0,55  | 4339   | 103        |
| 4   | Патрик Клюйверт   | 1994—2004  | 40   | 79    | 0,51  | 5816   | 145        |
| 5   | Деннис Бергкамп   | 1990—2000  | 37   | 79    | 0,47  | 6339   | 171        |
| 5   | Арьен Роббен      | 2003—2017  | 37   | 96    | 0,39  | 6795   | 184        |
| 7   | Фас Вилкес        | 1946—1961  | 35   | 38    | 0,92  | 3450   | 99         |
| 7   | Руд ван Нистелрой | 1998—2011  | 35   | 70    | 0,50  | 4543   | 130        |
| 9   | Абе Ленстра       | 1940—1959  | 33   | 47    | 0,70  | 4260   | 129        |
| 9   | Йохан Кройф       | 1966—1977  | 33   | 48    | 0,69  | 4282   | 130        |
| 10  | Уэсли Снейдер     | 2003—2018  | 31   | 134   | 0,23  | 9750   | 315        |

## Топ-10 тренеров по проведённым матчам
|       | Имя              | Период                       | Матчи | В  | Н  | П  | ЗГ  | ПГ  | ПП   |
| ----- | ---------------- | ---------------------------- | ----- | -- | -- | -- | --- | --- | ---- |
| 1     | Боб Гленденнинг  | 1923, 1925—1940              | 87    | 36 | 15 | 36 | 208 | 184 | 50.0 |
| 2     | Луи ван Гал      | 2000—2002, 2012—2014,2021-22 | 63    | 40 | 19 | 4  | 150 | 48  | 78.6 |
| 3     | Дик Адвокат      | 1992—1994, 2002—2004, 2017   | 62    | 37 | 13 | 12 | 134 | 49  | 70.2 |
| 4     | Ринус Михелс     | 1974, 1984—1988, 1990—1992   | 53    | 30 | 14 | 9  | 93  | 31  | 69.8 |
| 5-6   | Марко ван Бастен | 2004—2008                    | 52    | 35 | 11 | 6  | 96  | 32  | 77.9 |
| 5-6   | Берт ван Марвейк | 2008—2012                    | 52    | 34 | 10 | 8  | 111 | 42  | 75.0 |
| 7     | Элек Шварц       | 1957—1964                    | 49    | 19 | 12 | 18 | 111 | 82  | 51.0 |
| 8     | Гус Хиддинк      | 1995—1998, 2014—2015         | 49    | 26 | 9  | 14 | 102 | 46  | 62.3 |
| 9     | Яп ван дер Лек   | 1949—1954                    | 29    | 5  | 3  | 21 | 48  | 90  | 22.4 |
| 10-11 | Ян Зварткрёйс    | 1976—1977, 1978—1981         | 28    | 12 | 8  | 8  | 37  | 26  | 57.2 |
| 10-11 | Георг Кеблер     | 1966—1970                    | 28    | 10 | 6  | 12 | 38  | 32  | 46.5 |
| 12    | Франк Райкард    | 1998—2000                    | 22    | 8  | 12 | 2  | 38  | 25  | 63.7 |

## Форма

### Домашняя
| ЧМ-1974   | ЧМ-1978                          | Евро-1988 | ЧМ-1990   | ЧМ-1994 | Евро-1996 | ЧМ-1998 | Евро-2000 | 2002    | Евро-2004 | ЧМ-2006 |
| Евро-2008 | Евро-2008 · (игра против России) | ЧМ-2010   | Евро-2012 | ЧМ-2014 | 2016      | 2018    | Евро-2020 | ЧМ-2022 | Евро-2024 |         |

### Гостевая
| 1990 | ЧМ-1994 | Евро-1996 | ЧМ-1998 | Евро-2000 | 2002      | Евро-2004 | ЧМ-2006   | Евро-2008 | ЧМ-2010 | Евро-2012 |
| 2013 | ЧМ-2014 | 2015      | 2016    | 2018      | Евро-2020 | ЧМ-2022   | Евро-2024 |           |         |           |

### Вратарская
| 2020 | 2020 | 2020 |

## Статистика выступлений на чемпионатах мира
| Год   | Раунд                  | М  | В  | Н* | П  | МЗ | МП |
| ----- | ---------------------- | -- | -- | -- | -- | -- | -- |
| 1930  | Не участвовали         | -  | -  | -  | -  | -  | -  |
| 1934  | 1/8 финала             | 1  | 0  | 0  | 1  | 2  | 3  |
| 1938  | 1/8 финала             | 1  | 0  | 0  | 1  | 0  | 3  |
| 1950  | Не участвовали         | -  | -  | -  | -  | -  | -  |
| 1954  | Не участвовали         | -  | -  | -  | -  | -  | -  |
| 1958  | Не прошли квалификацию | -  | -  | -  | -  | -  | -  |
| 1962  | Не прошли квалификацию | -  | -  | -  | -  | -  | -  |
| 1966  | Не прошли квалификацию | -  | -  | -  | -  | -  | -  |
| 1970  | Не прошли квалификацию | -  | -  | -  | -  | -  | -  |
| 1974  | 2-е место              | 7  | 5  | 1  | 1  | 15 | 3  |
| 1978  | 2-е место              | 7  | 3  | 2  | 2  | 15 | 10 |
| 1982  | Не прошли квалификацию | -  | -  | -  | -  | -  | -  |
| 1986  | Не прошли квалификацию | -  | -  | -  | -  | -  | -  |
| 1990  | 1/8 финала             | 4  | 0  | 3  | 1  | 3  | 4  |
| 1994  | 1/4 финала             | 5  | 3  | 0  | 2  | 8  | 6  |
| 1998  | 4-е место              | 7  | 3  | 3  | 1  | 13 | 7  |
| 2002  | Не прошли квалификацию | -  | -  | -  | -  | -  | -  |
| 2006  | 1/8 финала             | 4  | 2  | 1  | 1  | 3  | 2  |
| 2010  | 2-е место              | 7  | 6  | 0  | 1  | 12 | 6  |
| 2014  | 3-е место              | 7  | 5  | 2  | 0  | 15 | 4  |
| 2018  | Не прошли квалификацию | -  | -  | -  | -  | -  | -  |
| 2022  | 1/4 финала             | 5  | 3  | 2  | 0  | 10 | 4  |
| Итого | 11/22                  | 55 | 30 | 14 | 11 | 96 | 52 |

*В ничьи включены также матчи плей-офф, которые завершились послематчевыми пенальти.

## Результаты выступлений на чемпионатах Европы
| Год   | Раунд                  | М  | В  | Н* | П  | МЗ | МП |
| ----- | ---------------------- | -- | -- | -- | -- | -- | -- |
| 1960  | Не участвовали         | -  | -  | -  | -  | -  | -  |
| 1964  | Не прошли квалификацию | -  | -  | -  | -  | -  | -  |
| 1968  | Не прошли квалификацию | -  | -  | -  | -  | -  | -  |
| 1972  | Не прошли квалификацию | -  | -  | -  | -  | -  | -  |
| 1976  | 3-е место              | 2  | 1  | 0  | 1  | 3  | 4  |
| 1980  | Групповой этап         | 3  | 1  | 1  | 1  | 4  | 4  |
| 1984  | Не прошли квалификацию | -  | -  | -  | -  | -  | -  |
| 1988  | Чемпионы               | 5  | 4  | 0  | 1  | 8  | 3  |
| 1992  | 1/2 финала             | 4  | 2  | 2  | 0  | 6  | 3  |
| 1996  | 1/4 финала             | 4  | 1  | 2  | 1  | 3  | 4  |
| 2000  | 1/2 финала             | 5  | 4  | 1  | 0  | 13 | 3  |
| 2004  | 1/2 финала             | 5  | 1  | 2  | 2  | 7  | 6  |
| 2008  | 1/4 финала             | 4  | 3  | 0  | 1  | 10 | 4  |
| 2012  | Групповой этап         | 3  | 0  | 0  | 3  | 2  | 5  |
| 2016  | Не прошли квалификацию | -  | -  | -  | -  | -  | -  |
| 2020  | 1/8 финала             | 4  | 3  | 0  | 1  | 7  | 4  |
| 2024  | 1/2 финала             | 6  | 3  | 1  | 2  | 10 | 7  |
| Итого | 11/17                  | 45 | 23 | 9  | 14 | 73 | 47 |

*В ничьи включены также матчи плей-офф, которые завершились послематчевыми пенальти.

## Текущий состав
Следующие игроки были вызваны в состав сборной главным тренером Рональдом Куманом для участия в матчах отборочного турнира к Чемпионату мира 2026 против сборных Финляндии и Мальты 7 и 10 июня 2025 года соответственно.
Игры и голы приведены по состоянию на 10 июня 2025 года:
|  | Вр  | Марк Флеккен        | 13 июня 1993 (32 года)    | 10  | 0  | Брентфорд                |  |  |
|  | Вр  | Ник Олей            | 1 августа 1995 (29 лет)   | 0   | 0  | Спарта Роттердам         |  |  |
|  | Вр  | Кьелл Схерпен       | 23 января 2000 (25 лет)   | 0   | 0  | Штурм                    |  |  |
|  |     |                     |                           |     |    |                          |  |  |
|  | Защ | Вирджил ван Дейк    | 8 июля 1991 (34 года)     | 82  | 10 | Ливерпуль                |  |  |
|  | Защ | Стефан де Врей      | 5 февраля 1992 (33 года)  | 75  | 4  | Интернационале           |  |  |
|  | Защ | Дензел Дюмфрис      | 18 апреля 1996 (29 лет)   | 65  | 10 | Интернационале           |  |  |
|  | Защ | Натан Аке           | 18 февраля 1995 (30 лет)  | 54  | 5  | Манчестер Сити           |  |  |
|  | Защ | Лютсхарел Гертрёйда | 18 июля 2000 (24 года)    | 17  | 0  | РБ Лейпциг               |  |  |
|  | Защ | Микки Ван де Вен    | 19 апреля 2001 (24 года)  | 12  | 1  | Тоттенхэм Хотспур        |  |  |
|  | Защ | Йоррел Хато         | 7 марта 2006 (19 лет)     | 6   | 0  | Аякс                     |  |  |
|  | Защ | Ян Пол Ван Хекке    | 8 июня 2000 (25 лет)      | 5   | 0  | Брайтон энд Хоув Альбион |  |  |
|  |     |                     |                           |     |    |                          |  |  |
|  | ПЗ  | Френки де Йонг      | 12 мая 1997 (28 лет)      | 59  | 2  | Барселона                |  |  |
|  | ПЗ  | Хави Симонс         | 21 апреля 2003 (22 года)  | 28  | 5  | РБ Лейпциг               |  |  |
|  | ПЗ  | Тиджани Рейндерс    | 29 июля 1998 (26 лет)     | 23  | 4  | Милан                    |  |  |
|  | ПЗ  | Райан Гравенберх    | 16 мая 2002 (23 года)     | 20  | 1  | Ливерпуль                |  |  |
|  | ПЗ  | Матс Виффер         | 18 ноября 1999 (25 лет)   | 14  | 1  | Брайтон энд Хоув Альбион |  |  |
|  | ПЗ  | Джереми Фримпонг    | 10 декабря 2000 (24 года) | 13  | 1  | Байер 04                 |  |  |
|  |     |                     |                           |     |    |                          |  |  |
|  | Нап | Мемфис Депай        | 13 февраля 1994 (31 год)  | 102 | 50 | Коринтианс               |  |  |
|  | Нап | Ваут Вегхорст       | 7 августа 1992 (32 года)  | 45  | 14 | Аякс                     |  |  |
|  | Нап | Дониелл Мален       | 19 января 1999 (26 лет)   | 43  | 11 | Астон Вилла              |  |  |
|  | Нап | Коди Гакпо          | 7 мая 1999 (26 лет)       | 40  | 15 | Ливерпуль                |  |  |
|  | Нап | Ноа Ланг            | 17 июня 1999 (26 лет)     | 14  | 3  | ПСВ Эйндховен            |  |  |
|  | Нап | Джастин Клюйверт    | 5 мая 1999 (26 лет)       | 7   | 0  | Борнмут                  |  |  |